# Kees Quax
Kees Quax (Den Haag, 14 juli 1905 – 18 maart 1973) was een Nederlands voetballer die als doelman speelde.

## Loopbaan
Quax speelde zijn hele loopbaan voor ADO. Hij kwam in 1934 in opspraak nadat hij tijdens de wedstrijd op 14 januari 1934 bij ZFC in Zaandam de op de grond liggende Zaandamse aanvaller Van den Oever een schop gaf. Scheidsrechter Boeree was dit ontgaan maar grensrechter Voorthuizen had het wel waargenomen. De politie hield boze supporters die het veld op kwamen tegen, waarna Quax weggestuurd werd en een penalty volgde. Tegen Quax werd proces-verbaal opgemaakt en hij zou veroordeeld worden tot een boete van dertig gulden. De bond schorste hem voor vijf jaar, een straf die later tot drie jaar werd teruggebracht. Quax keerde nog terug bij ADO maar was voorbijgestreefd door Willem Koek. Quax was metselaar van beroep.

## Interlandcarrière

### Nederland
Op 18 april 1926 debuteerde Quax voor Nederland in een vriendschappelijke wedstrijd tegen Duitsland (4 – 2 verlies). Quax was de eerste speler die al zijn interlands voor het Nederlands elftal verloor.
| Interlands van Kees Quax voor Nederland | Interlands van Kees Quax voor Nederland | Interlands van Kees Quax voor Nederland | Interlands van Kees Quax voor Nederland | Interlands van Kees Quax voor Nederland | Interlands van Kees Quax voor Nederland |
| №                                       | Datum                                   | Wedstrijd                               | Uitslag                                 | Soort Wedstrijd                         | Doelpunten                              |
| Als speler bij ADO Den Haag             | Als speler bij ADO Den Haag             | Als speler bij ADO Den Haag             | Als speler bij ADO Den Haag             | Als speler bij ADO Den Haag             | Als speler bij ADO Den Haag             |
| --------------------------------------- | --------------------------------------- | --------------------------------------- | --------------------------------------- | --------------------------------------- | --------------------------------------- |
| 1.                                      | 18 april 1926                           | Duitsland – Nederland                   | 4 – 2                                   | Vriendschappelijk                       | 0                                       |
| 2.                                      | 2 mei 1926                              | Nederland – België                      | 1 – 5                                   | Vriendschappelijk                       | 0                                       |
| 3.                                      | 13 juni 1926                            | Denemarken – Nederland                  | 4 – 1                                   | Vriendschappelijk                       | 0                                       |